# The End of This Chapter
The End of This Chapter je první kompilační album finské power metalové kapely Sonata Arctica. Album bylo vydáno 24. srpna 2005 v Japonsku. Evropská verze alba vyšla 3. května 2006.

## Seznam skladeb

### CD
1. ...Of Silence
2. Weballergy
3. 8th Commandment
4. FullMoon
5. Ain't Your Fairytale
6. UnOpened
7. Abandoned, Pleased, Brainwashed, Exploited
8. Don't Say a Word (upravená verze)
9. Victoria's Secret
10. Blank File
11. My Land
12. Black Sheep
13. Wolf & Raven
14. San Sebastian
15. The Cage
16. The End of This Chapter
17. Draw Me (instrumentální verze)

### DVD Acoustic Live – bonusová verze
1. My Land
2. Mary-Lou
3. Replica
4. Victoria's Secret / Letter To Dana / Victoria's Secret
5. Jam
6. Wolf & Raven (videoklip)
7. Broken (videoklip)

## Obsazení
- Tony Kakko – zpěv
- Jani Liimatainen – kytara
- Marko Paasikoski – baskytara
- Henrik Klingenberg – klávesy
- Tommy Portimo – bicí